# Friedhelm Brebeck
Friedhelm Brebeck (* 16. Juli 1934 in Velbert) ist ein deutscher Fernsehjournalist. Er war Auslandskorrespondent der ARD und lebt seit seinem Ruhestand in Bad Neuenahr-Ahrweiler.

## Leben
Friedhelm Brebeck absolvierte 1959 ein Volontariat bei der Westdeutschen Rundschau in Wuppertal und wurde anschließend Redakteur bei der Rheinischen Post in Düsseldorf. 1963 wechselte er als Fernsehredakteur zum Südwestfunk nach Baden-Baden. Von 1970 bis 1972 war er Mitglied im Organisationskomitee der Olympischen Sommerspiele 1972, wo er die stellvertretende Leitung der Abteilung „Visual Design“ innehatte.
Anschließend kehrte Friedhelm Brebeck zum Fernsehen zurück. Ab 1973 arbeitete er als Redakteur und Reporter für den Bayerischen Rundfunk. 1978 wurde er Korrespondent der ARD in Teheran, danach war er als Korrespondent in Belgrad, Wien, Tel Aviv, Istanbul, Sarajevo und zuletzt im Kosovo tätig. Friedhelm Brebeck berichtete 19 Jahre lang über die Entwicklungen von unzähligen politischen Krisenherden im Nahen Osten. Für seine außerordentlichen Beiträge wurde er u. a. mit dem Grimme-Spezial-Preis und der Goldenen Kamera ausgezeichnet. 1992 ernannte ihn der Bayerische Rundfunk zum Chefreporter. 1997 wurde Brebeck mit dem Deutschen Kritikerpreis ausgezeichnet. Seit 1999 ist Friedhelm Brebeck im Ruhestand.
Beim Hochwasser in West- und Mitteleuropa im Juli 2021 verlor er große Teile seines Privateigentums.

## Publikationen
- Help my : Bilder vom belagerten Leben ; Sarajevo 1992 - 1996. Bildband (mit Ursula Meissner). Reichold, Hannover 1996, ISBN 3-930459-17-5.
- Wie kommt der Krieg ins Fernsehen? (= Soiree im Bayerischen Landtag. Nr. 7). Bayerischer Landtag, Abt. Öffentlichkeitsarbeit und Information, München 2002, ISBN 3-927924-26-1.